# Automotrice FS ALn 663

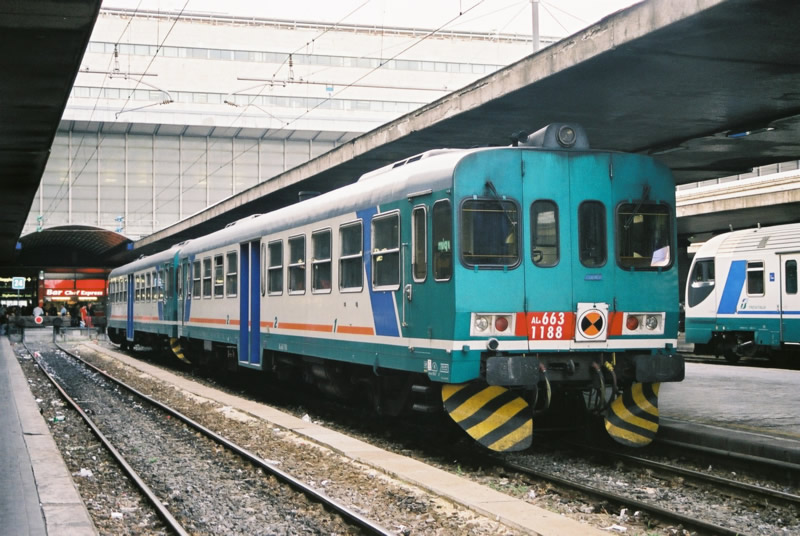
ALn 663 alla stazione di Roma Termini

Le automotrici ALn 663 sono una famiglia di rotabili ferroviari leggeri delle Ferrovie dello Stato e di altre ferrovie in concessione a motore Diesel, prodotti dal 1983 al 1995 dalla FIAT Ferroviaria Savigliano come successori del gruppo ALn 668 e tuttora in servizio visti i bassi costi di esercizio e l'alto livello di comfort e affidabilità. Nonostante l'adeguamento tecnologico e antincendio di alcune unità come le ALn 668 sono destinate inevitabilmente, in tempi molto ridotti, a essere ritirate e accantonate, per essere sostituite da treni più moderni e meno inquinanti come i "Minuetto" nella variante a motore diesel e dai "Blues", elettrotreni a multi-alimentazione.

## Storia
Nel 1983 la FIAT Ferroviaria Savigliano decise di realizzare un'automotrice partendo dalla base dell'ALn 668 ma con un'impostazione più moderna. La nuova automotrice venne progettata con 63 posti a sedere di cui 12 di prima e 51 di seconda classe.
In accordo alle regole di classificazione dei rotabili in uso presso le Ferrovie dello Stato le venne assegnata la denominazione "Automotrice Leggera a Nafta 663", abbreviata in ALn 663.
Dal punto di vista meccanico, le ALn 663 sono identiche alle ALn 668 serie -3000-3100-3300 e possono raggiungere una velocità massima di 130 km/h. Sono caratterizzate da una forma più spigolosa del frontale, dalla dotazione di nuovi proiettori a quattro fari incassati, due a luce bianca e due a luce rossa, in sostituzione di quelli tondi del gruppo ALn 668, in cui si doveva porre un vetro rosso su quelli che in quel momento erano di coda. Il banco di manovra è stato ridisegnato per integrare i comandi relativi alla terza unità accoppiata, mentre gli interni sono stati completamente rinnovati adottando l'arredamento delle carrozze "Medie Distanze" a vestiboli centrali (MDVC), mantenendo però immutata la distanza tra i sedili per motivi strutturali.
A partire dai primi anni ottanta, queste automotrici furono largamente introdotte su molte linee della rete statale. Anche molte imprese concessionarie acquistarono alcuni esemplari, per cui si videro circolare alcuni modelli sulla ferrovia Brescia-Iseo-Edolo, sulle quattro della Società Veneta (Bologna–Portomaggiore, Udine–Cividale, Adria–Mestre e Parma-Suzzara), sulla Suzzara–Ferrara, sulla Alifana e sulla Ferrara–Codigoro. La Ferrovia Centrale Umbra, in vista dell'espletazione di collegamenti sulla Direttissima Roma-Orte, optò invece per una versione potenziata, che prese il nome di ALn 776, onde consentire di raggiungere i 150 km/h.
Come le ALn 668 presentano dei costi di esercizio e di manutenzione relativamente bassi; la produzione delle unità destinate a far parte della flotta FS si concluse nel 1986.
Sviluppate per operare in ambito locale nel corso della loro carriera alcuni esemplari hanno effettuato servizi a lunga percorrenza; al 2010 FER le impiegava sulla direttrice Cremona – Mantova  – Pesaro, mentre Trenitalia le utilizzava sulla Roma – Cassino – Venafro – Campobasso – Termoli.
Dal progetto delle ALn 663 derivano numerosi altri modelli: oltre alle già citate automotrici ALn 776 c'è un modello per il trasporto detenuti, l'automotrice ALn DAP e uno a scartamento ridotto, l'automotrice M4. Inoltre negli anni novanta da questa automotrice sono derivate le automotrici TCDD MT 5700, ACT ALn 067-082 e FSE Ad 81-88.
Stando alle relazioni finanziarie annuali del Gruppo Ferrovie dello Stato Italiane, redatte nel 2022 e 2023, sono state restituite all'esercizio 32 ALn 663 in seguito ad interventi di adeguamento del sistema antincendio e 8 riconsegnate all'esercizio nel 2023 per un totale di 40 automotrici. Sempre nel 2023 è iniziata su alcuni esemplari la sperimentazione dei carburanti HVO per i quali erano già state fatte le prove con esito positivo dimostrando l'efficacia e la possibilità di utilizzo anche su mezzi con un'età più elevata.
Col passare del tempo le ALn 663 della DTR Toscana, così come le ALn 668, hanno terminato il loro servizio venendo in parte accantonate o trasferite in Calabria; invece le ALn 663 della DTR Sardegna hanno terminato ufficialmente la loro carriera a giugno 2024, rimanendo tuttavia di scorta (una piccola parte) in caso di necessità. Queste automotrici sono sparite del tutto, con qualche piccola eccezione in caso di guasti, dalle relazioni del Nord Sardegna nell'ottobre del 2023, con il sopravvento degli ATR 220 Swing e dei Minuetto in queste relazioni. 

### Accantonamenti e radiazioni
Al 2025 buona parte delle unità della serie 1000 non effettuano più il servizio e si trovano accantonate in vari scali lungo la penisola, risultano inoltre radiate dal parco le ALn 663.1001, 1104, 1148, 1149. Tra gli esemplari accantonati della serie 1100 vi è la ALn 663.1188, coinvolta il 28 novembre 2023 in un bruttissimo incidente a Thurio in Calabria, e la ALn 663.1102 a Siena. Tutte le ALn 663 dei DL di Cagliari e Sassari sono accantonate.

### Unità preservate
Dal novembre 2024 la ALn 663.1186 è entrata a far parte dell'asset rotabili storici di Fondazione FS Italiane.

## Caratteristiche

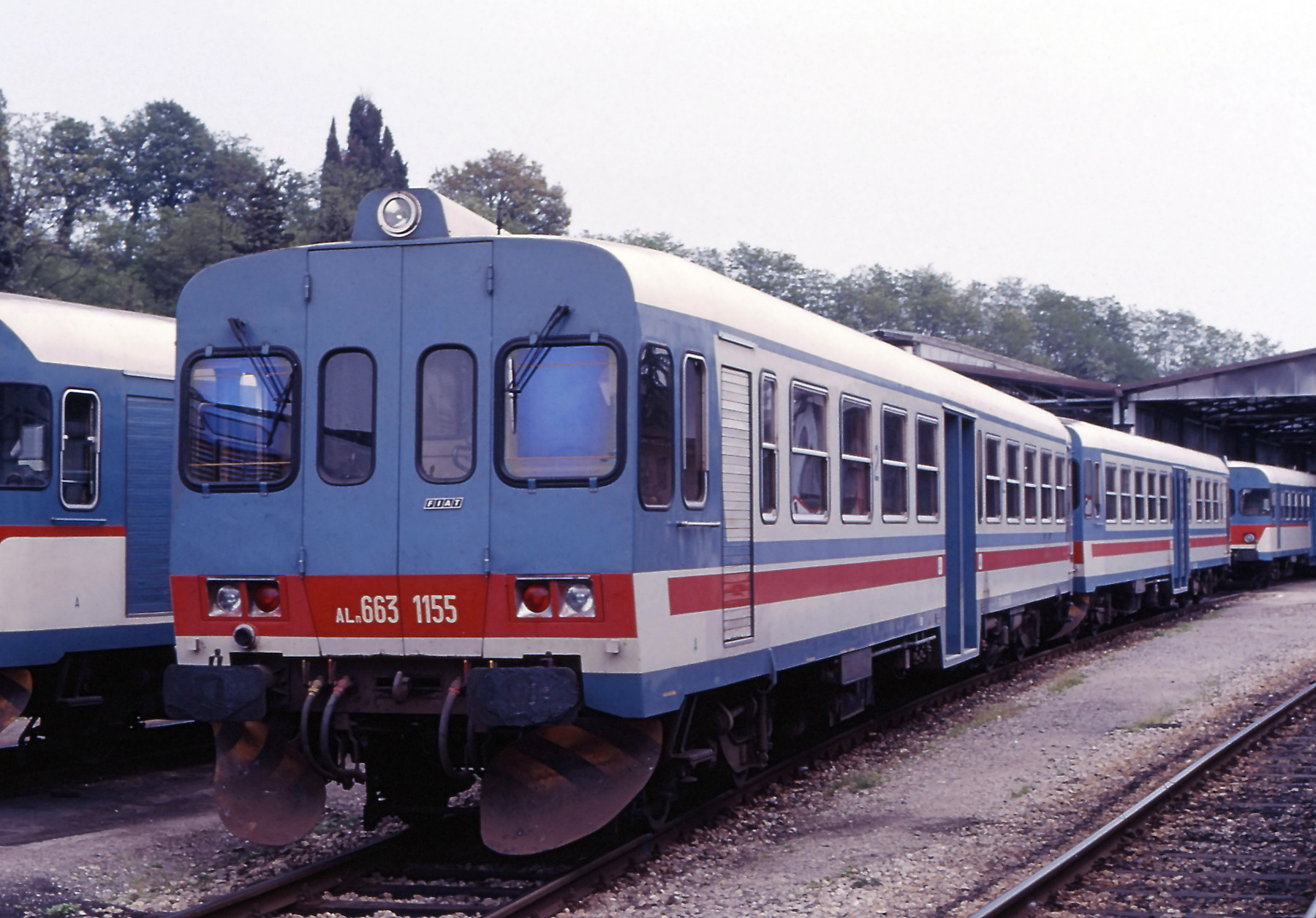
ALn 663.1155 in livrea d'origine «grigio azzurro-beige pergamena»

È un'automotrice a motore endotermico alimentato a gasolio.
Ciascun rotabile è dotato di due motori diesel sovralimentati, tipo 8217.32 "a sogliola", a sei cilindri, tarati a 200 kW e disposti sotto il pavimento che trasmettono il moto uno per ciascun carrello. La trasmissione è di tipo classico con frizione, cambio meccanico a cinque marce e ponte riduttore.
Le due serie si differenziano per il rapporto di trasmissione: la serie 1000 (ALn 663.1001-1016) è caratterizzata da un rapporto corto per l'impiego su tratte di montagna, con velocità massima di 120 km/h, mentre la serie 1100 (ALn 663.1101-1204) consente una velocità massima di 130 km/h.
È previsto il comando multiplo che permette composizioni fino a tre automotrici comandabili da un unico banco di manovra. Le ALn.663 serie 1100 possono viaggiare in terne a comando multiplo anche con ALn.668 serie 3100, le quali raggiungono 130 km/h, mentre quelle della serie 1000 con ALn.668 serie 3300, dalla velocità massima di 120 km/h.
Ogni automotrice ha due comparti di seconda classe e uno di prima classe.
Le cabine di comando adottano il "banco di manovra unificato" con combinatore a pettine integrante i comandi di cambio, frizioni e acceleratori. Ciascun banco è integrato da un rubinetto del freno, di tipo continuo automatico, di tachigrafo e di segnalatori acustici (fischio e tromba).
Gli ambienti interni sono stati in seguito climatizzati tramite l'installazione di condizionatori Thermo-King (prodotti dalla Ingersoll-Rand), Carrier e Konvekta.